# Stenocercus chrysopygus
Stenocercus chrysopygus — вид ігуаноподібних ящірок родини Tropiduridae. Ендемік Перу.

## Поширення і екологія
Stenocercus chrysopygus мешкають в Перуанських Андах, між 8° і 10° південної широти, в долинах річок Чікіан, Санта і Мараньйон в регіонах Анкаш і Уануко. Вони живуть на високогірних луках пуна, на висоті від 3320 до 3700 м над рівнем моря.